# Luserna
Luserna é uma comuna italiana da região do Trentino-Alto Ádige, província de Trento, com cerca de 292 habitantes. Estende-se por uma área de 8 km², tendo uma densidade populacional de 37 hab/km². Faz divisa com Levico Terme, Caldonazzo, Lavarone, Rotzo (VI), Pedemonte (VI) e Valdastico (VI).